# 迪米特里·斯图尔扎

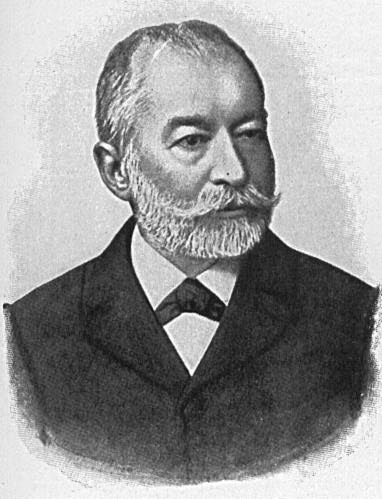
迪米特里·斯图尔扎

迪米特里·亚历山德鲁·斯图尔扎（Dimitrie Alexandru Sturdza） (羅馬尼亞語發音：[diˈmitri.e ˈsturza],全名：迪米特里·亚历山德鲁·斯图尔扎-米克劳萨努（Dimitrie A. Sturdza-Miclăuşanu）; 1833年—1914年) 19世纪后期罗马尼亚政治人物，1882年-1884年任罗马尼亚科学院院长。4次出任罗马尼亚首相。

## 生平
斯图尔扎出生于摩尔达维亚雅西， 在Academia Mihăileană接受教育，后在德国留学，并参加了政治运动，成为亚历山大·扬·库扎亲王的私人秘书。后来反对库扎亲王的统治，加入了扬·康斯坦丁·布勒蒂亚努的自由党政府。
1899年他接替扬·康斯坦丁·布勒蒂亚努当选为国家自由党领袖，并四次出任总理首相。1907年最后一次组阁，国王卡罗尔一世派遣他处理3月农民起义产生的危机。
尽管他的工作能力著称，他也是一个民族主义者(符合他的党派的反犹太政策)，并支持阻止非罗马尼亚人占有大量的社会地位。
斯图尔扎后被任命为罗马尼亚科学院常任秘书，他参与协助出版康斯坦丁·胡尔穆扎基（Constantin Hurmuzachi)历史文档的收集 (30 vols.布加勒斯特, 1876-1897)。
他的儿子亚历山德鲁·斯图尔扎上校在1916年第一次世界大战期间叛逃到德国。